# Las Compuertas (Mendoza)
Las Compuertas es una localidad y distrito ubicado en el departamento Luján de Cuyo, provincia de Mendoza, Argentina. 
Se encuentra a la vera de la Ruta Provincial 82, la cual constituye su principal vía de comunicación vinculándola al este con Luján de Cuyo y al oeste con Cacheuta.
El distrito está compuesto por zonas residencias y agrícolas. En lo agrícola se destacan viñedos y frutales. La producción vitivinícola cuenta con medianos productores y especialización en uvas finas.
Cuenta con un parque para esparcimiento y un museo ferroviario en la estación Blanco Encalada.

## Historia
El nombre deviene de la primera obra hidráulica realizada por los españoles en el Virreinato del Río de la Plata en 1785, conocido como Dique Toma Los Españoles. 
A principios del siglo XX en los alrededores de la estación Blanco Encalada se juntaba el ganado que luego iba camino a Chile.

## Litigios geográficos con Las Heras
Ambos departamentos reclaman parte del territorio cercano a la localidad de Las Compuertas en Luján y de Sierra de Encalada en Las Heras. A la vera de la ruta provincial 82 se pueden observar carteles confusos acerca del distrito en donde uno se encuentra. En 2017 la Corte Suprema de Mendoza falló otorgando toda la zona disputada a Luján de Cuyo.